# Soldadura por explosión

## Soldadura por explosión

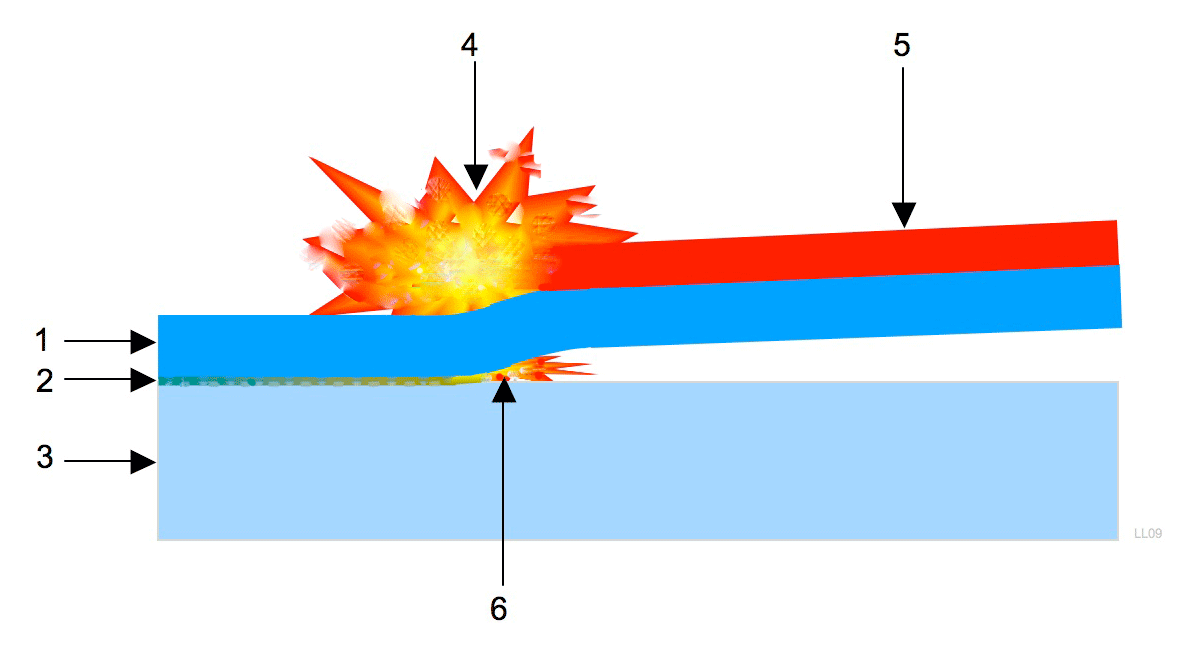
Representación de soldadura por explosión

El proceso de soldadura por explosión se conoce técnicamente como EXW (EXplosion Welding), basándose en la detonación de una carga explosiva colocada adecuadamente y que obliga a uno de los metales que se desean soldar a precipitarse aceleradamente sobre las otras piezas.
Una de las condiciones fundamentales para que se realice esta soldadura es la existencia de un flujo o "chorro limpiador" que viaje inmediatamente por delante del punto de colisión a alta velocidad, expulsando óxidos y contaminantes, dejando así limpias las superficies de unión.
Entre las reducidas aplicaciones de esta soldadura están la calderería, para la fabricación de recipientes a presión, y la industria eléctrica, para la fabricación de juntas de transición donde entran en juego materiales difícilmente soldables entre sí como el aluminio y el cobre.

## Proceso
El proceso de unión de materiales diferentes mediante soldadura por explosión comienza por la limpieza de las superficies a unir. Aunque el barrido de la onda explosiva ejerce una limpieza de residuos, es recomendable realizarla igualmente. A continuación se coloca el material base (chapa n.º 1), sobre el cual se va a explosionar y se le colocan unas pequeñas pletinas de metal en forma de L, distribuidas por toda la superficie, con la única función de dejar una separación conocida y uniforme entre ambos materiales (chapa n.º 1 y chapa n.º 2). Después se coloca un pequeño cerco alrededor de esta "construcción", de forma que al colocar el polvo explosivo sobre la chapa n.º 2 quede distribuido por todos los puntos incluidos los bordes y no se caiga. Por último se coloca el detonador, generalmente a media distancia de la longitud media de la chapa pero junto a un extremo (depende de las dimensiones de la misma). Al realizar la detonación, la onda expansiva aprieta una chapa contra la otra creando una "ola" que recorre todo el material. Debido a este efecto, todas las pletinas así como la suciedad son expulsadas y con el calor generado por la explosión, los materiales quedan unidos entre sí.
Con este tipo de soldadura la dilución y las ZAT (zona afectada térmicamente) son mínimas.
Posteriormente y en función de la finalidad del material bimetálico obtenido se suelen hacer una serie de ensayos no destructivos como UT (Ultrasonidos).
También se usa para la fabricación de algunas monedas bimetálicas.